# Geay (Deux-Sèvres)
Geay é uma comuna francesa na região administrativa da Nova Aquitânia, no departamento de Deux-Sèvres. Estende-se por uma área de 19,25 km². Em 2010 a comuna tinha 325 habitantes (densidade: 16,9 hab./km²).